# Anderstorps kyrka, Skellefteå
Anderstorps kyrka är en stadsdelskyrka i Skellefteå. Den tillhör Skellefteå landsförsamling i Luleå stift.
År 1976 uppfördes byggnaden som församlingshem, den byggdes om och 1984 invigdes den som kyrka. Byggnadens stomme är byggd i tegel och ytterväggarna är vitslammade.